# Tipula dorsolineata
Tipula dorsolineata är en tvåvingeart som beskrevs av Doane 1901. Tipula dorsolineata ingår i släktet Tipula och familjen storharkrankar. Inga underarter finns listade i Catalogue of Life.